# Alindria beckeri
Alindria beckeri is een keversoort uit de familie schorsknaagkevers (Trogossitidae). De wetenschappelijke naam van de soort werd in 1891 gepubliceerd door August Ferdinand Kuwert.